# Anna Chodakowska
Anna Chodakowska (26 de julio de 1962) es una deportista polaca que compitió en judo. Ganó dos medallas en el Campeonato Europeo de Judo en los años 1985 y 1987.

## Palmarés internacional
| Campeonato Europeo | Campeonato Europeo  | Campeonato Europeo | Campeonato Europeo |
| Año                | Lugar               | Medalla            | Categoría          |
| ------------------ | ------------------- | ------------------ | ------------------ |
| 1985               | Landskrona (Suecia) | Medalla de bronce  | –48 kg             |
| 1987               | París (Francia)     | Medalla de plata   | –48 kg             |